# Black Star (fragancia)
Black Star es una fragancia por la cantante-compositora canadiense Avril Lavigne. La línea incluye, además de 10ml, 5ml, 30ml, 50ml y 100ml de eau de parfum, un gel de ducha, una loción corporal, y un desodorante en aeorosol. El gel de ducha viene exclusivamente como regalo de Black Star en Reino Unido, y en la edición alemana/holandesa una loción de cuerpo de 50ml también se incluye.

## Historia
La fragancia fue anunciada en la página oficial de Lavigne el 7 de marzo de 2009. La fragancia contiene notas de hibisco rosa, ciruela negra y chocolate negro. Ha sido lanzada en varios países europeos incluyendo los Países Bajos, Alemania, Bélgica, Francia, Italia, Finlandia, Reino Unido y Dinamarca. Black Star fue lanzada en los Estados Unidos el 15 de agosto, exclusivamente en Kohl's. Ha sido lanzado en Canadá, en Shoppers Drug Mart. También ha sido lanzado en Australia, disponible en Myer.
En varias tiendas, que varían de país y tienda, Black Star es vendido con regalos, incluyendo un brazalete, una camiseta, un espejo compacto y cuatro diferentes tipos de bolsas. También hay premios en el sitio oficial.
Las tres notas del perfume son: Pera verde, flor de hibisco rosada. Ciruela negra y chocolate negro.